# Borough of Kettering
Kettering war ein Verwaltungsbezirk mit dem Status eines Borough in der Grafschaft Northamptonshire in England. Verwaltungssitz war die Stadt Kettering, in der etwas mehr als die Hälfte der Bevölkerung lebte. Weitere bedeutende Orte waren Barton Seagrave, Broughton, Burton Latimer, Geddington und Rothwell. Am 1. April 2021 wurde der District aufgelöst und ging in der neugeschaffenen Unitary Authority North Northamptonshire auf.